# رودخانه گلافکوس
رودخانه گلافکوس (به انگلیسی: Glafkos (river)) رودخانهای است که در یونان جریان دارد.